# Подразделение 121
Подразделение 121 (в некоторых источниках именуется «Бюро 121» — англ. Bureau 121), известное также как DarkSeoul Gang — предположительно, одно из подразделений Разведывательного управления Генштаба КНА (КНДР), в задачи которого входит проведение военно-кибернетических операций.
По сообщению агентства Reuters, в Подразделении 121 работают наиболее квалифицированные компьютерные эксперты КНДР, численность подразделения составляет порядка 1800 человек, многие из них являются выпускниками пхеньянского Университета автоматики. Персонал подразделения разбросан по всему миру, родственники сотрудников подразделения в стране пользуются определёнными привилегиями.
Деятельность Подразделения 121 оказалась в центре внимания общественности в декабре 2014 года, когда компания Sony Pictures отменила премьеру своего фильма «Интервью», в котором показана попытка покушения на лидера Северной Кореи Ким Чен Ына, после того как компьютерная сеть компании была взломана. Директор Национальной разведки США Джеймс Клеппер назвал кибератаку против кинокомпании Sony Pictures крупнейшей хакерской атакой, когда-либо проводившейся против интересов США, а директор ФБР Джеймс Коми заявил об уверенности властей США в том, что за этой кибератакой стоят хакеры из КНДР. Власти КНДР официально опровергли эти обвинения.
В январе 2015 года «Нью-Йорк Таймс» со ссылкой на рассекреченные документы АНБ сообщила, что сотрудники АНБ США ещё в 2010 году с помощью Малайзии и Южной Кореи проникли в северокорейские компьютерные сети через китайский сегмент Интернета и запустили в них шпионское программное обеспечение, что позволило им установить контроль над значительной частью компьютеров и сетей, которые используются Подразделением 121. Согласно публикации в «Нью-Йорк Таймс», благодаря наличию этого шпионского ПО Вашингтон смог обвинить Пхеньян в кибератаке на кинокомпанию Sony Pictures.
По имеющимся данным, деятельность Подразделения 121 ранее была направлена главным образом против Южной Кореи. По оценкам экспертов, в 2013 году Подразделение 121 атаковало более 30 тысяч компьютеров в Южной Корее. включая сервера банков и телекомпаний, а также веб-сайт президента Южной Кореи Пак Кын Хе. Также Подразделение 121 обвиняют в заражении в 2013 году тысяч смартфонов в Южной Корее вредоносным игровым приложением.
По сообщению перебежчика из КНДР Чан Сеюла, Северная Корея принимает активное участие в кибервойне, и её возможности в этом плане на Западе были недооценены. Северная Корея обладает возможностями проводить кибератаки высокой сложности, а сотрудники Подразделения 121 рассредоточены по всему миру.